# PogChamps
Ne doit pas être confondu avec PogChamp.
 (août 2023).
Les PogChamps sont une série de tournois d'échecs amateurs en ligne organisés par Chess.com à partir de 2020. Les joueurs du tournoi sont des personnalités d'Internet, principalement des streamers sur Twitch. Chaque édition se déroule sur deux semaines.
La première et la deuxième édition des PogChamps ont des cagnottes de 50 000 $ chacune, et les troisième, quatrième et cinquième itérations de 100 000 $.

## Contexte
Avant 2020, l'attention médiatique autour des échecs est limitée, bien que le jeu soit déjà populaire, notamment parmi certains streamers, du fait d'événements marquants comme les championnats du monde de 2018. À la suite des périodes de confinement de 2020, conséquence directe de la pandémie de Covid-19, et avec la sortie de la série Le Jeu de la dame, un engouement « spectaculaire », selon Vishy Anand, se développe pour le jeu d'échecs en ligne.
Le streamer XQc commence à jouer aux échecs devant sa communauté en mars 2020 ; il est repéré par Hikaru Nakamura, grand maître international du jeu d'échecs et lui-même créateur de contenu. Il deviendra le premier participant du tournoi.

## Historique du tournoi
Le premier tournoi PogChamps est annoncé fin mai 2020 par Chess.com. Les parties sont jouées dans un contrôle de temps rapide 10 + 5 et les 16 joueurs sont des streamers sur Twitch. Ayant lieu du 5 au 19 juin, le tournoi est remporté par le streamer Voyboy, joueur de League of Legends. L'encadrement et les commentaires sont réalisés principalement par le grand maître (GM) Hikaru Nakamura et la maître FIDE (WFM) Alexandra Botez, avec la participation de Danny Rensch.
Les PogChamps 2 sont annoncés le 20 juillet 2020 et se jouent du 21 août au 6 septembre. Certains joueurs sont des participants au premier tournoi, tandis que d'autres (comme David Pakman et Hafþór Júlíus Björnsson) ont jouent pour la première fois,. Les PogChamps 2 comprennent des joueurs qui ne sont pas principalement des streamers Twitch. Cet événement présente un format légèrement différent, avec une phase de groupes à double tour. Les entraîneurs comprennent Nakamura et Botez mentionnés précédemment, qui reviennent pour la deuxième édition ainsi que le GM Daniel Naroditsky, la grand maître féminine (WGM) Qiyu Zhou, la maître internationale (MI) Anna Rudolf et le MI Levy Rozman . Le tournoi est finalement remporté par la streameuse World of Warcraft et Hearthstone Hafu (itshafu).
Les deux premières éditions ont une cagnotte de 50 000 $,.
La troisième édition des PogChamps est annoncée le 11 janvier 2021 et se déroule du 14 au 28 février. Les concurrents notables pour le troisième événement sont les streamers xQc (marquant sa troisième participation), Ludwig et MoistCr1tikal (leur deuxième participation), ainsi que Myth, Pokimane et Neekolul ; Les YouTubeurs MrBeast et Michelle Khare, le rappeur Logic, l'acteur Rainn Wilson et le joueur de poker Daniel Negreanu. Dans l'article d'annonce, Chess.com note à quel point les tournois PogChamps précédents, ainsi que d'autres événements externes tels que le succès de la série Le Jeu de la dame sur Netflix, ont conduit à une augmentation spectaculaire du nombre d'inscriptions sur le site et de parties jouées quotidiennement, leur permettant de gagner plusieurs parrainages pour la troisième itération de la série, ce qui conduit à une augmentation de la cagnotte, pour atteindre 100 000 $. Le tournoi est remporté par le streamer français Sardoche.
Les PogChamps 4 sont annoncés dans une vidéo via le compte Twitter officiel de Chess.com le 6 juillet 2021, et se déroulent à partir du 29 août. Sponsorisé par la plateforme de cryptomonnaie Coinbase, la quatrième itération du tournoi a à nouveau une récompense à la clé de 100 000 $, avec Chess.com versant 100 000 $ supplémentaires à des œuvres de charité. Dans un stream Chess.com de la Coupe du monde FIDE, Daniel Naroditsky confirme que les anciens participants des PogChamps, MrBeast et Ludwig, reviendront. Cette information est corroborée par un article annonçant qu'en plus du retour de MrBeast et Ludwig, le célèbre streamer espagnol Rubius reviendrait également pour la quatrième itération de l'événement. Le tournoi est remporté par le streamer néerlandais Fundy.
Les PogChamps 5 sont annoncés par la plateforme Chess.com, qui organise l'événement, le 21 juillet 2023. Ils se déroulent du 26 juillet au 18 août. Pour cette édition, le tournoi ne se déroule plus uniquement en ligne entre les participants, les parties entre les finalistes ayant lieu en présentiel à Los Angeles le 18 août 2023. Le prix réservé aux vainqueur ne change pas, restant de 100 000 $. La liste des joueurs est révélée la veille du concours, le 26 juillet 2023.

## Réception
Chess.com affirme que l'audience du premier tournoi a dépassé ses « estimations ambitieuses ». Trent Murray de The Esports Observer constate que le nombre d'heures d'échecs regardées sur Twitch a augmenté en juin 2020, le mois au cours duquel les premiers PogChamps ont eu lieu. L'audience a augmenté en particulier après que la vidéo de Cr1TiKaL matant xQc en 6 coups soit devenue virale. David Llada, directeur du marketing et des communications de la FIDE, déclare que la compétition « démontre que les échecs peuvent être amusants dès la première minute ».
La réaction à l'organisation des PogChamps de la part de la communauté échiquéenne est mitigée. Tandis que les grands maîtres Hikaru Nakamura, Daniel Naroditsky et Robert Hess ; les maîtres internationaux Anna Rudolf, Levy "GothamChess" Rozman et Daniel Rensch ; la grand maître féminine Zhou ; et les maîtres FIDE féminines Botez et Cramling ont tous soutenu les PogChamps en entraînant des joueurs et en commentant les matchs, quelques autres ont critiqué sa popularité et sa croissance. En février 2021, le directeur général Ian Nepomniachtchi, dans un tweet, affirme que les PogChamps 3 sont mis en avant « comme un évènement avec pop-corn » et « remplacent et déplacent tout contenu d'échecs réel ». Le GM Magnus Carlsen qualifie, lui, les PogChamps de « bonne initiative » et tweete : « [Les PogChamps 3] sont un excellent moyen de faire découvrir les échecs à plus de gens ». Le GM Anish Giri déclare, sur Twitter lui aussi, qu'il est « dans un accord complet [avec Magnus Carlsen] pour une fois ».
Nepomniachtchi nuance par la suite son propos en précisant qu'il était « évidemment heureux que de plus en plus de gens s'impliquent dans les échecs ». Il exprime toutefois son inquiétude en disant que « le succès incontestable de Chess.com Pogchamps pourrait établir une nouvelle norme de salon d'échecs » et qu'il « ne peut pas être sûr qu'il ne prévaudra pas sur d'autres formats ». Dans le message Twitter, il mentionne d'ailleurs qu'il a déjà contribué aux PogChamps en entraînant itsHafu, victorieuse de la deuxième édition. Le GM Nakamura partage son point de vue à plusieurs reprises, soutenant le tournoi en disant que « tout ce qui amène les échecs à un public plus large, tout ce qui permet aux gens d'entrer dans le jeu (et) de le comprendre, sera toujours utile pour développer le jeu ».
Selon ESports Charts, site recensant l'impact Internet des compétitions d'esport en termes de vues, les PogChamps ont atteint, avant la sixième édition, un total de 15 millions d'heures de visionnage depuis la première édition.

## Résultats de l'événement

### Aperçu
| # | Année |          | Champion | Score        | Finaliste    |         | Gagnant de consolation | Score | Finaliste de la consolation |
| 1 | 2020  | Voyboy   | 2.0–1.0  | Clapier      | Cr1TiKaL     | 2.0–1.0 | Ludwig                 |       |                             |
| 2 | 2020  | son Hafu | 2,0–0,0  | Gripex90     | easywithaces | 2,0–0,0 | Cizzorz                |       |                             |
| 3 | 2021  | Sardoche | 2.0–1.0  | Rainn Wilson | Neeko        | 2,0–0,0 | MichelleKhare          |       |                             |
| 4 | 2021  | Fundy    | 2.0–1.0  | crokey       | MrBeast      | 2.0–1.0 | Rubius                 |       |                             |
| 5 | 2023  | ...      | ...      | ...          | ...          | ...     | ...                    |       |                             |

### PogChamps 1
|   | Joueur   | 1 | 2 | 3 | 4 | Total |
| - | -------- | - | - | - | - | ----- |
| 1 | Voyboy   |   | 1 | 1 | 0 | 2     |
| 2 | NateHill | 0 |   | ½ | 1 | 1½    |
| 3 | fuslie   | 0 | ½ |   | 1 | 1½    |
| 4 | erobb221 | 1 | 0 | 0 |   | 1     |

|   | Joueur        | 1 | 2 | 3 | 4 | Total |
| - | ------------- | - | - | - | - | ----- |
| 1 | Hutch         |   | 1 | 1 | 1 | 3     |
| 2 | Yassuo        | 0 |   | 1 | 1 | 2     |
| 3 | moistcr1tikal | 0 | 0 |   | 1 | 1     |
| 4 | xQcOW         | 0 | 0 | 0 |   | 0     |

|   | Joueur     | 1 | 2 | 3 | 4 | Total |
| - | ---------- | - | - | - | - | ----- |
| 1 | NymN       |   | 1 | 1 | 1 | 3     |
| 2 | forsen     | 0 |   | 1 | 1 | 2     |
| 3 | ItsSlikeR  | 0 | 0 |   | 1 | 1     |
| 4 | xChocoBars | 0 | 0 | 0 |   | 0     |

|   | Joueur     | 1 | 2 | 3 | 4 | Total |
| - | ---------- | - | - | - | - | ----- |
| 1 | boxbox     |   | 1 | 1 | 1 | 3     |
| 2 | Papaplatte | 0 |   | 1 | 1 | 2     |
| 3 | Ludwig     | 0 | 0 |   | 1 | 1     |
| 4 | Swiftor    | 0 | 0 | 0 |   | 0     |

### PogChamps 2
|   | Joueur           | 1 | 2 | 3 | 4 | Total |
| - | ---------------- | - | - | - | - | ----- |
| 1 | Gripex90         |   | 3 | 2 | 3 | 8     |
| 2 | forsen           | 0 |   | 3 | 3 | 6     |
| 3 | Cizzorz          | 1 | 0 |   | 3 | 4     |
| 4 | CallMeCarsonLIVE | 0 | 0 | 0 |   | 0     |

|   | Joueur       | 1 | 2 | 3 | 4 | Total |
| - | ------------ | - | - | - | - | ----- |
| 1 | itsHafu      |   | 3 | 3 | 3 | 9     |
| 2 | DavidPakman  | 0 |   | 3 | 3 | 6     |
| 3 | easywithaces | 0 | 0 |   | 3 | 3     |
| 4 | xQcOW        | 0 | 0 | 0 |   | 0     |

|   | Joueur       | 1 | 2 | 3 | 4 | Total |
| - | ------------ | - | - | - | - | ----- |
| 1 | TFBlade      |   | 0 | 3 | 3 | 6     |
| 2 | dogdog       | 3 |   | 1 | 2 | 6     |
| 3 | TSM_ZexRow   | 0 | 2 |   | 3 | 5     |
| 4 | QTCinderella | 0 | 1 | 0 |   | 1     |

|   | Joueur          | 1 | 2 | 3 | 4 | Total |
| - | --------------- | - | - | - | - | ----- |
| 1 | WagamamaTV      |   | 3 | 3 | 3 | 9     |
| 2 | Hafthorjulius   | 0 |   | 3 | 3 | 6     |
| 3 | ConnorEatsPants | 0 | 0 |   | 3 | 3     |
| 4 | AustinShow      | 0 | 0 | 0 |   | 0     |

### PogChamps 3
|   | Joueur     | 1 | 2 | 3 | 4 | Total |
| - | ---------- | - | - | - | - | ----- |
| 1 | benjyfishy |   | 3 | 3 | 3 | 9     |
| 2 | Sardoche   | 0 |   | 3 | 3 | 6     |
| 3 | Neeko      | 0 | 0 |   | 3 | 3     |
| 4 | Myth       | 0 | 0 | 0 |   | 0     |

|   | Joueur                       | 1 | 2 | 3 | 4 | Total |
| - | ---------------------------- | - | - | - | - | ----- |
| 1 | xQcOW                        |   | 3 | 3 | 3 | 9     |
| 2 | Daniel Negreanu (dnegspoker) | 0 |   | 3 | 3 | 6     |
| 3 | Pokimane                     | 0 | 0 |   | 3 | 3     |
| 4 | Rubius                       | 0 | 0 | 0 |   | 0     |

|   | Joueur        | 1 | 2 | 3 | 4 | Total |
| - | ------------- | - | - | - | - | ----- |
| 1 | RainnWilson   |   | 2 | 3 | 2 | 7     |
| 2 | logic         | 1 |   | 3 | 3 | 7     |
| 3 | Tubbo         | 0 | 0 |   | 3 | 3     |
| 4 | MichelleKhare | 1 | 0 | 0 |   | 1     |

|   | Joueur        | 1 | 2 | 3 | 4 | Total |
| - | ------------- | - | - | - | - | ----- |
| 1 | ludwig        |   | 2 | 3 | 3 | 8     |
| 2 | moistcr1tikal | 1 |   | 3 | 3 | 7     |
| 3 | MrBeast       | 0 | 0 |   | 3 | 3     |
| 4 | CodeMiko      | 0 | 0 | 0 |   | 0     |

### PogChamps 4
|   | Joueur        | 1 | 2 | 3 | 4 | Pts |
| - | ------------- | - | - | - | - | --- |
| 1 | 5uppp         |   | 2 | 3 | 3 | 8   |
| 2 | Ludwig        | 1 |   | 2 | 3 | 6   |
| 3 | MrBeast       | 0 | 1 |   | 3 | 4   |
| 4 | jakenbakeLIVE | 0 | 0 | 0 |   | 0   |

|   | Joueur            | 1 | 2 | 3 | 4 | Pts |
| - | ----------------- | - | - | - | - | --- |
| 1 | boxbox            |   | 3 | 3 | 3 | 9   |
| 2 | Sapnap            | 0 |   | 3 | 3 | 6   |
| 3 | JustaMinx         | 0 | 0 |   | 3 | 3   |
| 4 | harrymackofficial | 0 | 0 | 0 |   | 0   |

|   | Joueur       | 1 | 2 | 3 | 4 | Pts |
| - | ------------ | - | - | - | - | --- |
| 1 | Fundy        |   | 3 | 3 | 3 | 9   |
| 2 | QTCinderella | 0 |   | 3 | 2 | 5   |
| 3 | Tectone      | 0 | 0 |   | 3 | 3   |
| 4 | NickEh30     | 0 | 1 | 0 |   | 1   |

|   | Joueur        | 1 | 2 | 3 | 4 | Pts |
| - | ------------- | - | - | - | - | --- |
| 1 | crokeyz       |   | 3 | 3 | 3 | 9   |
| 2 | IamCristinini | 0 |   | 3 | 3 | 6   |
| 3 | Rubius        | 0 | 0 |   | 3 | 3   |
| 4 | Punz          | 0 | 0 | 0 |   | 0   |

### PogChamps 5
|   | Joueur          | 1 | 2 | 3 | 4 | Pts |
| - | --------------- | - | - | - | - | --- |
| 1 | CDawgVA (en)    |   |   |   |   |     |
| 2 | Franks-is-heres |   |   |   |   |     |
| 3 | Jarvis Johnson  |   |   |   |   |     |
| 4 | Sykkuno         |   |   |   |   |     |

|   | Joueur                 | 1 | 2 | 3 | 4 | Pts |
| - | ---------------------- | - | - | - | - | --- |
| 1 | Sapnap                 |   |   |   |   |     |
| 2 | Ghastly                |   |   |   |   |     |
| 3 | Wirtual                |   |   |   |   |     |
| 4 | Daily Dose of Internet |   |   |   |   |     |

|   | Joueur   | 1 | 2 | 3 | 4 | Pts |
| - | -------- | - | - | - | - | --- |
| 1 | Tyler1   |   |   |   |   |     |
| 2 | Squeex   |   |   |   |   |     |
| 3 | xQc      |   |   |   |   |     |
| 4 | Jinnytty |   |   |   |   |     |

|   | Joueur        | 1 | 2 | 3 | 4 | Pts |
| - | ------------- | - | - | - | - | --- |
| 1 | Papaplatte    |   |   |   |   |     |
| 2 | I did a thing |   |   |   |   |     |
| 3 | Fuslie        |   |   |   |   |     |
| 4 | QTCinderella  |   |   |   |   |     |